# Mercedes-Benz CLK GTR
Mercedes-Benz CLK-GTR — гоночний автомобіль створений інженерами Mercedes-AMG на честь 30-ччя із часу створення компанії, і десятирічного перебування у складі концерну Daimler AG та підсилення позицій у автоспорті в цілому. Всього було збудовано 35 екземлярів цього авто. Існує два варіанти виконання автомобіля: основний — гоночний автомобіль та як варіант для звичайних автодоріг — Гран-турізмо. Вперше авто вийшло на старт гонки у 1997 році, у чемпіонаті FIA GT. У 1998 році автомобіль піддали рестайлінгу та перейменнували на CLK LM. Вже цього року він виступав у гонці 24 години Ле Мана. 1999 рік відзначився закриттям проєкту CLK LM, та відкриттям нового CLR.

## Версія Гран-турізмо

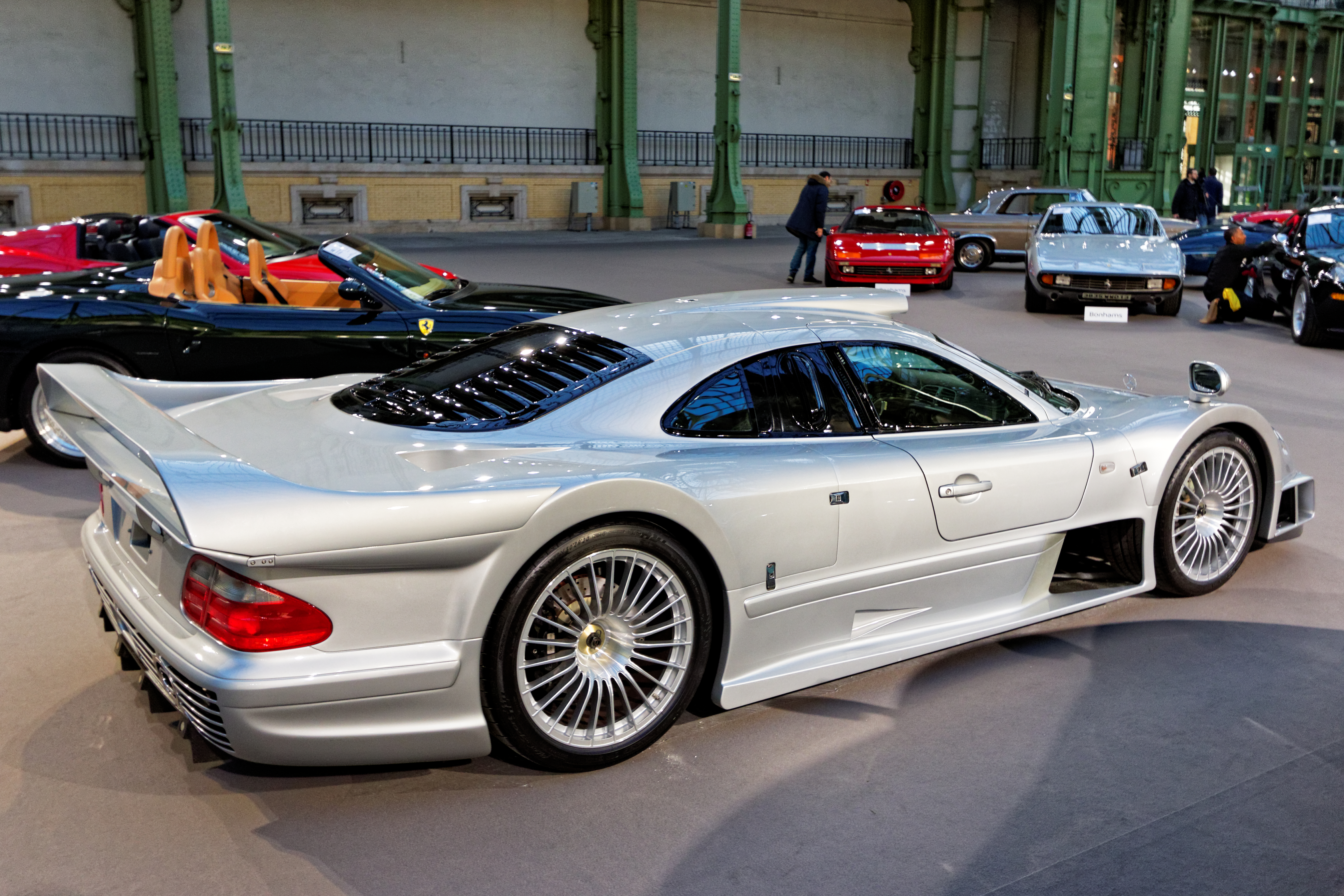

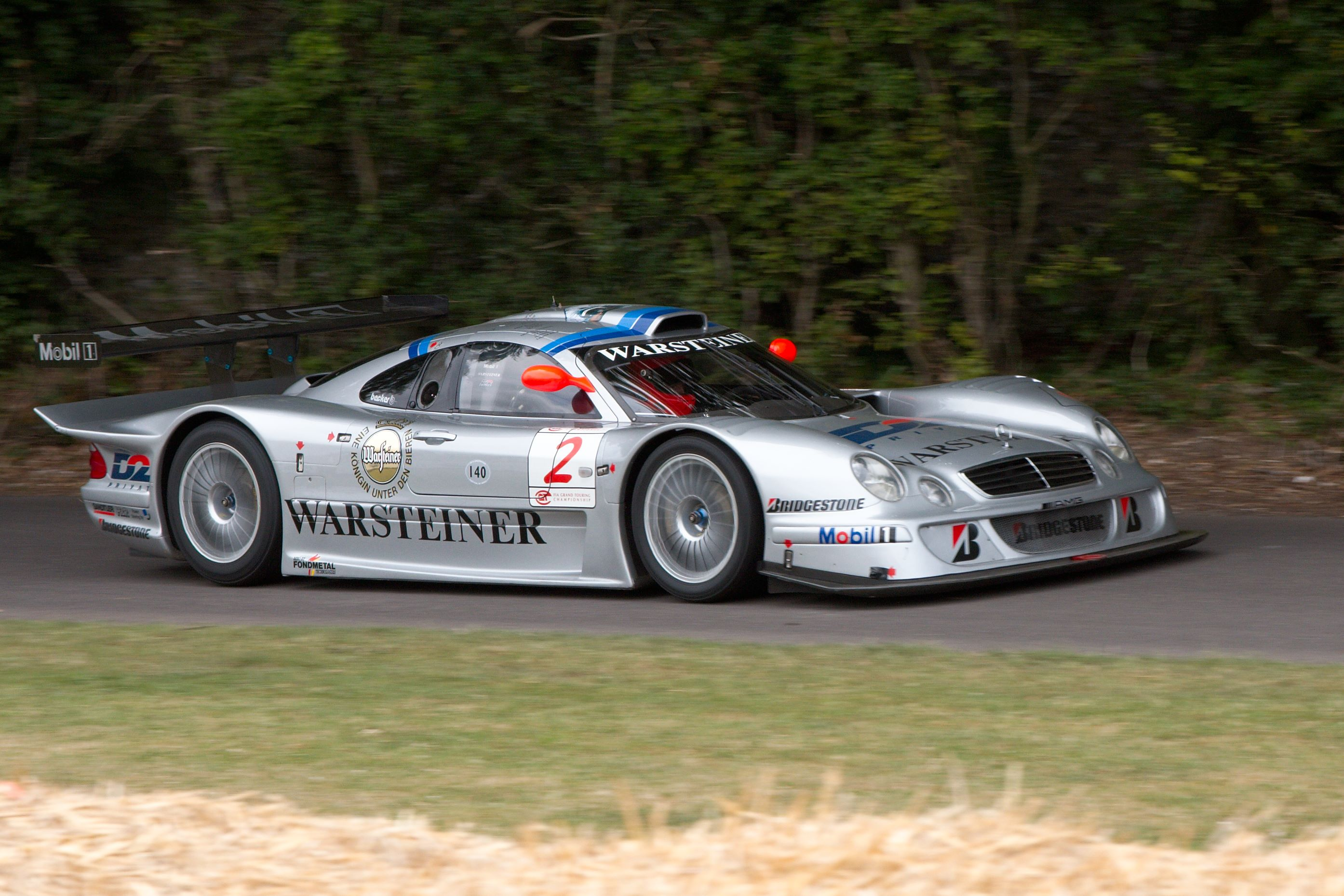
Mercedes-Benz CLK LM

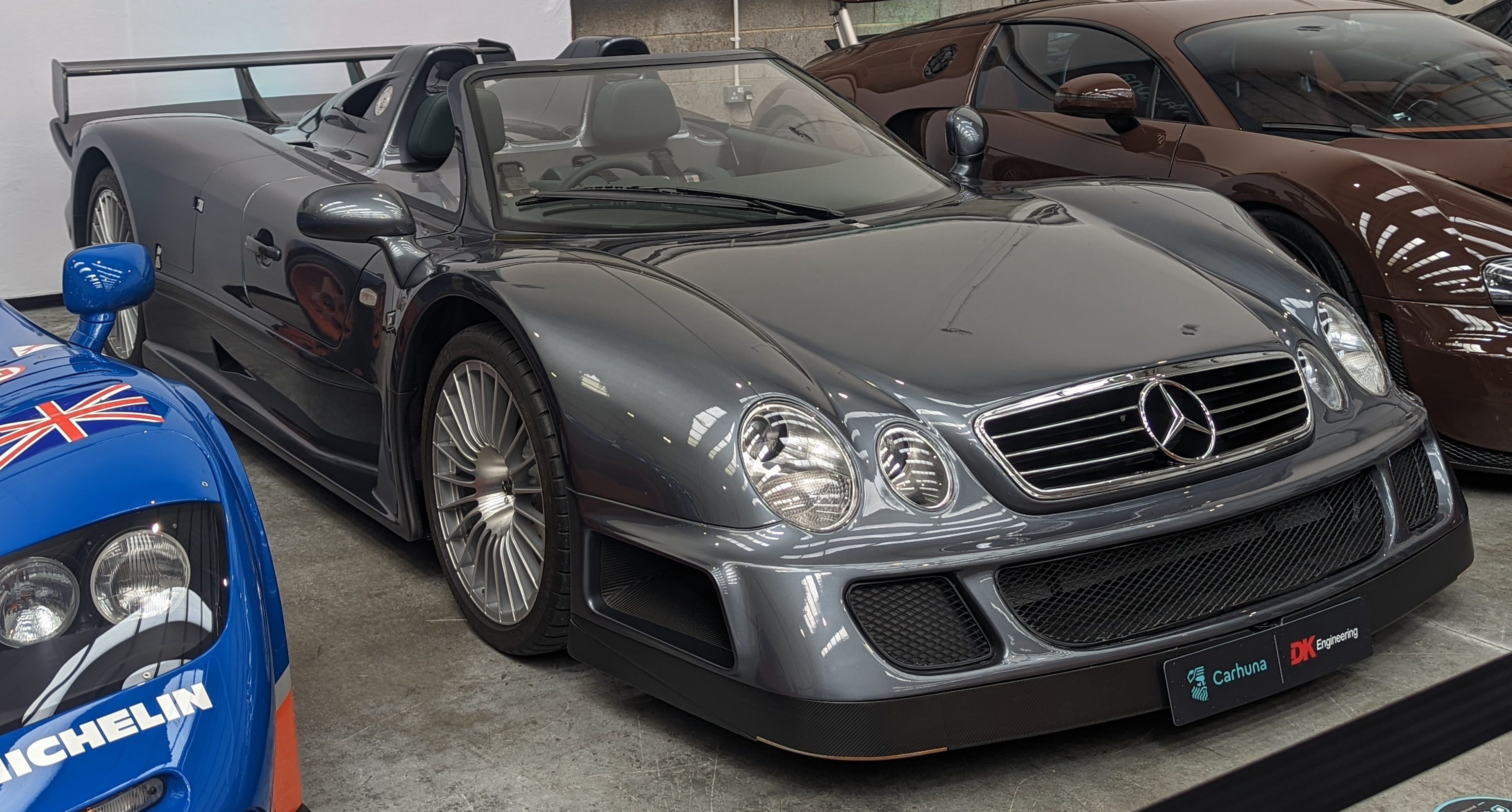
Mercedes-Benz CLK-GTR родстер

Після остаточного закриття проєкту Mercedes-Benz CLK-LM, Mercedes-AMG та HWA AG розпочали роботу над переробкою гоночної версії на дорожню. Було спроєктовано два варіанти кузова: 2-х дверне купе та кабріолет. Усі 26 автомобілів знаходяться у колекціях, на дорогах його практично неможливо зустріти, один із них виготовлений на спецзамовлення султаном Хассаналом Болкіахом. компанія хотіла створити істинний гоночний Mercedes у цивільному виконанні, придати автомобілю головні ознаки марки — комфорт, надійність. У комплектацію входили: шкіряний салон, кондиціонер, ABS та унікальна конструкція дверей із вертикальним відкриттям вгору. Також автомобіль увійшов у книгу рекордів гінеса як найдорожчий дорожній автомобіль на той час. Його ціна становила $1,547,620 (USD).

### Купе
Всього було виготовлено 20 екземплярів у цьому виконанні.

### Кабріолет
Кабріолетів на відміну від купе було виготовлено лише 6 екземплярів, практично вони відрізнялися лише стилем кузова, інших зовнішніх відмінностей не було.

## Двигуни
- 5987 см³ Mercedes-Benz M 297 V12 60° 600 к.с. 700 Нм GT1 (1997)
- 6898 см³ Mercedes-Benz M 297 V12 60° 612 (630) к.с. 731 Нм дорожна версія (1998/99)
- 7291 см³ Mercedes-Benz M 297 V12 60° 664 к.с. 786 Нм Supersport